# Ian Crawford
Ian Crawford (Eugene, Oregon; 29 de septiembre de 1988) es una músico estadounidense, conocido por su gran carrera musical como guitarrista y segundo vocalista, desde 2007 hasta 2016, en grupos como The Cab, Never Shout Never, Panic! at the Disco y The Academy Is.... En 2016 fundó el grupo de Rock and Roll, The Contestants, que sacó su primer álbum, No Contest, en mayo de 2016. El 1 de abril de 2018, Ian lanzó su álbum en solitario: The Grand Wheel.

## Carrera musical
Inició su carrera musical en 2007 como guitarrista en la banda de Rock The Cab, cuando estudiaba en Auburn Wa, convirtiéndose en el reemplazo de Paul García. El 1 de junio de 2009 el cantante principal de la banda, Alex DeLeon, anunció la salida del grupo del guitarrista en su blog, aclarando ser por diferencias creativas. Este fue substituido por Bryan Dawson para el próximo tour de la banda "What happens in Vegas..."
Ese mismo año, Crawford se convirtió en guitarrista suplente de la banda Panic! at the Disco, en la que, después de la salida del grupo de Ryan Ross y Jon Walker, tocó como guitarrista oficial en su tour. En 2012 decidió abandonar la banda explicando que quería hacer música verdadera y real. 
El 11 de junio de 2014, se anunció que Crawford se convertía en el guitarrista líder del grupo Never Shout Never, del cual fue expulsado en noviembre del siguiente año. Crawford anunció entonces que se unía a The Academy is... para su tour de los "10 años celebración". 
En 2016 Ian Crawford creó la banda de Rock The Contestants, que publicó su primer álbum de estudio llamado No contest, el 6 de mayo de 2016. 
El 1 de abril de 2018, Crawford publicó su primer álbum en solitario llamado The Grand Wheel.
Actualmente, el músico pertenece a la banda de Seattle llamada The Hollers.

## Colaboraciones en The Cab
Ian participó en la mayoría de los álbumes (Whisper War) y EPs (Drunk Love - EP y Glitz And Glamour - EP), además de aparecer en 3 de sus 4 vídeos de música (One of THOSE Nights, Bounce y I'll Run). También hizo su aparición en el vídeo de YouTube de "Friends or Enemies" con Fall Out Boy en vivo, tocando Beat It.

## Tour con Panic! At the Disco
Ian y Dallon Weekes (de The Brobecks) han estado junto con Panic! At the Disco en un Tour de Blink 182, siendo estos dos músicos reemplazos temporales para Ryan Ross y Jon Walker (Ian reemplazó a Ryan en la guitarra y Dallon reemplazo a Jon en el bajo), en la mayoría de las canciones que han presentado en este Tour, Ian Crawford canta coros junto con Dallon.

## Never Shout Never
Ian fue admitido en la banda Never Shout Never el 11 de junio de 2014 como guitarrista líder.

## Otros Proyectos
Actualmente, Ian trabaja sólo en su Myspace y publicó su primera canción: Losing My Religion de la banda R.E.M..

## Discográfica

### Solo
- Grand Wheel (2018)
- "Losing My Religion" (R.E.M. cover)
- "Over My Head, Over Me (demo)
- "Better in Time" música de Ian Crawford, letra de Ren Patrick

### Con The Cab
- Whisper War (2008)
- Welcome to the New Administration (2008)
- "Bounce (snippet)" & "Take My Hand Machine Shop Production" (feat. Cassadee Pope from Hey Monday)
- Punk Goes Pop 2 (2008)
- "Disturbia" (Rihanna Cover)
- The Lady Luck EP (2009)
- "Take My Hand (Remix)(feat. Cassadee Pope)", "Diamonds Are Forever (And Forever Is A Long Time)" & "Lights"
- Symphony Soldier (2011)

### Con Stamps
- Tramps (2010)
- Stamps Ventures of a Lifetime (2011)

### Con Dallon Weekes
- Guitarra en "Skid Row (Downtown)" (Little Shop of Horrors) (2010)

### Con Never Shout Never
- Recycled Youth, Vol. 1 (2015)
- Black Cat (2015)